# Пођо Бустоне (Ријети)
Пођо Бустоне (итал. Poggio Bustone) је насеље у Италији у округу Ријети, региону Лацио.
Према процени из 2011. у насељу је живело 847 становника. Насеље се налази на надморској висини од 750 м.

## Становништво
Према резултатима пописа становништва 2011. у општини је живело 2.130 становника.
| 1931. | 1936. | 1951. | 1961. | 1971. | 1981. | 1991. | 2001. | 2011. |
| ----- | ----- | ----- | ----- | ----- | ----- | ----- | ----- | ----- |
| 2.040 | 2.143 | 2.378 | 2.196 | 1.862 | 2.046 | 2.159 | 2.094 | 2.130 |

## Партнерски градови
- Сан Бенедето дел Тронто